# Karl-Haußknecht-Straße

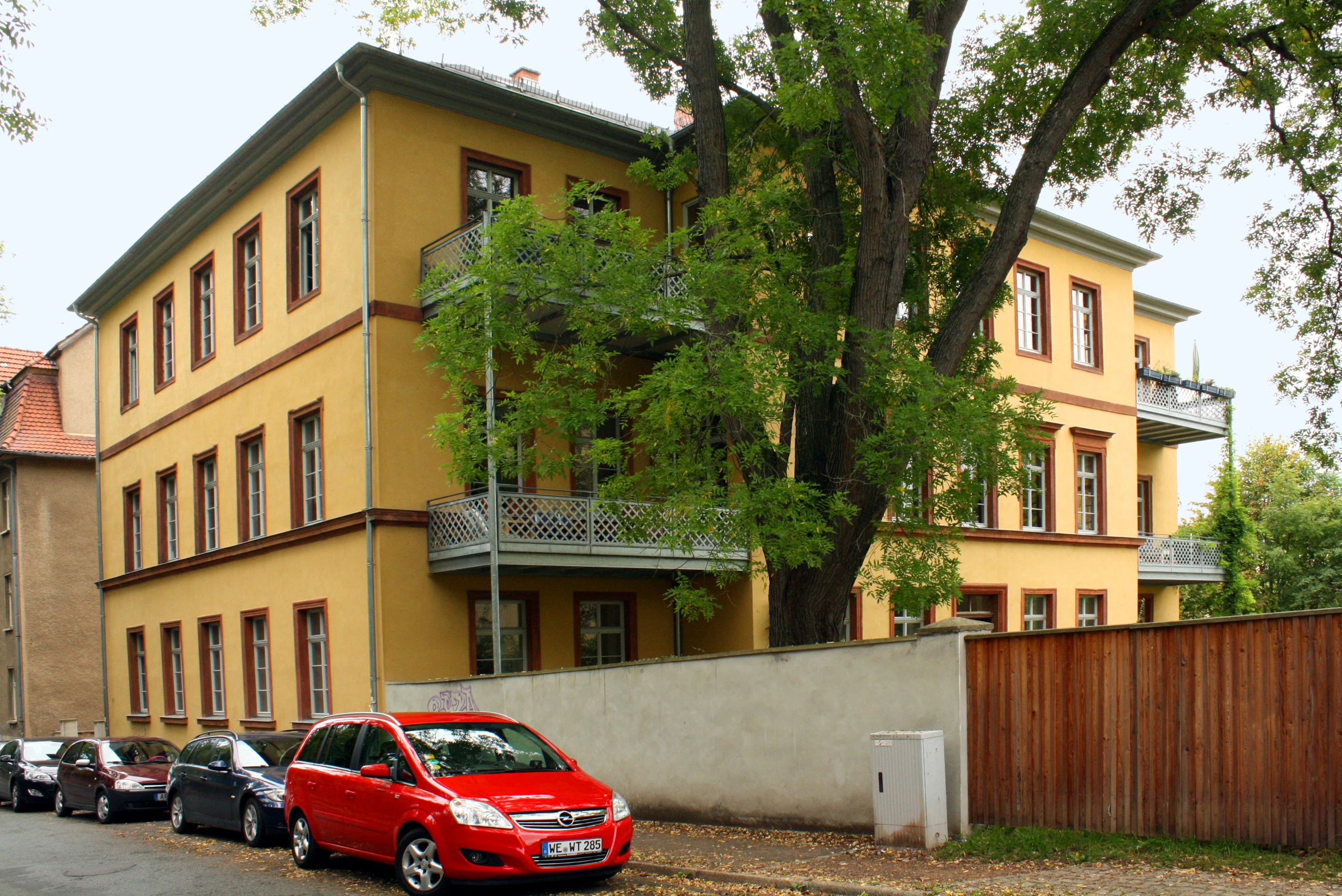
Ehemaliges Arbeitshaus in Weimar

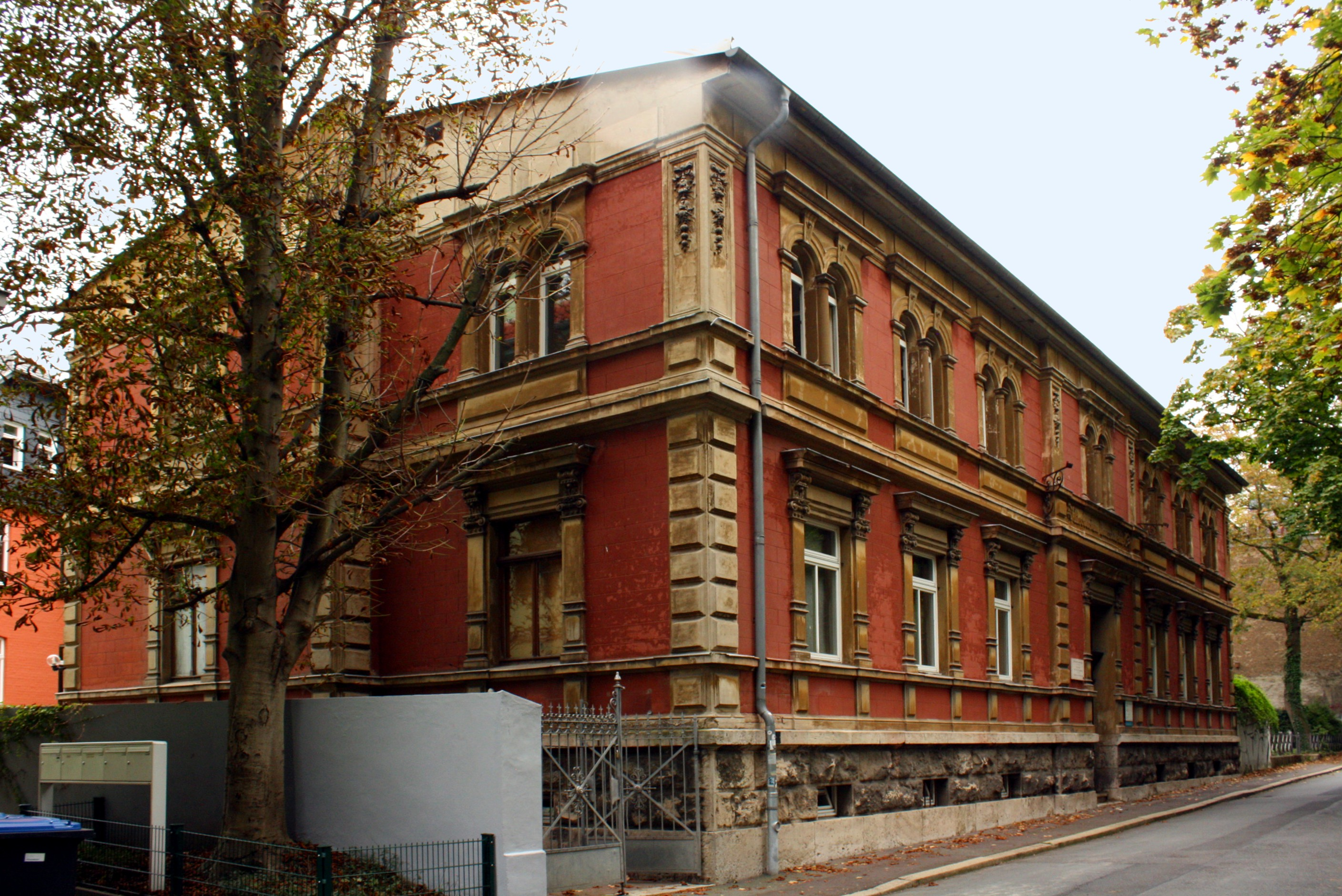
Herbarium Haußknecht

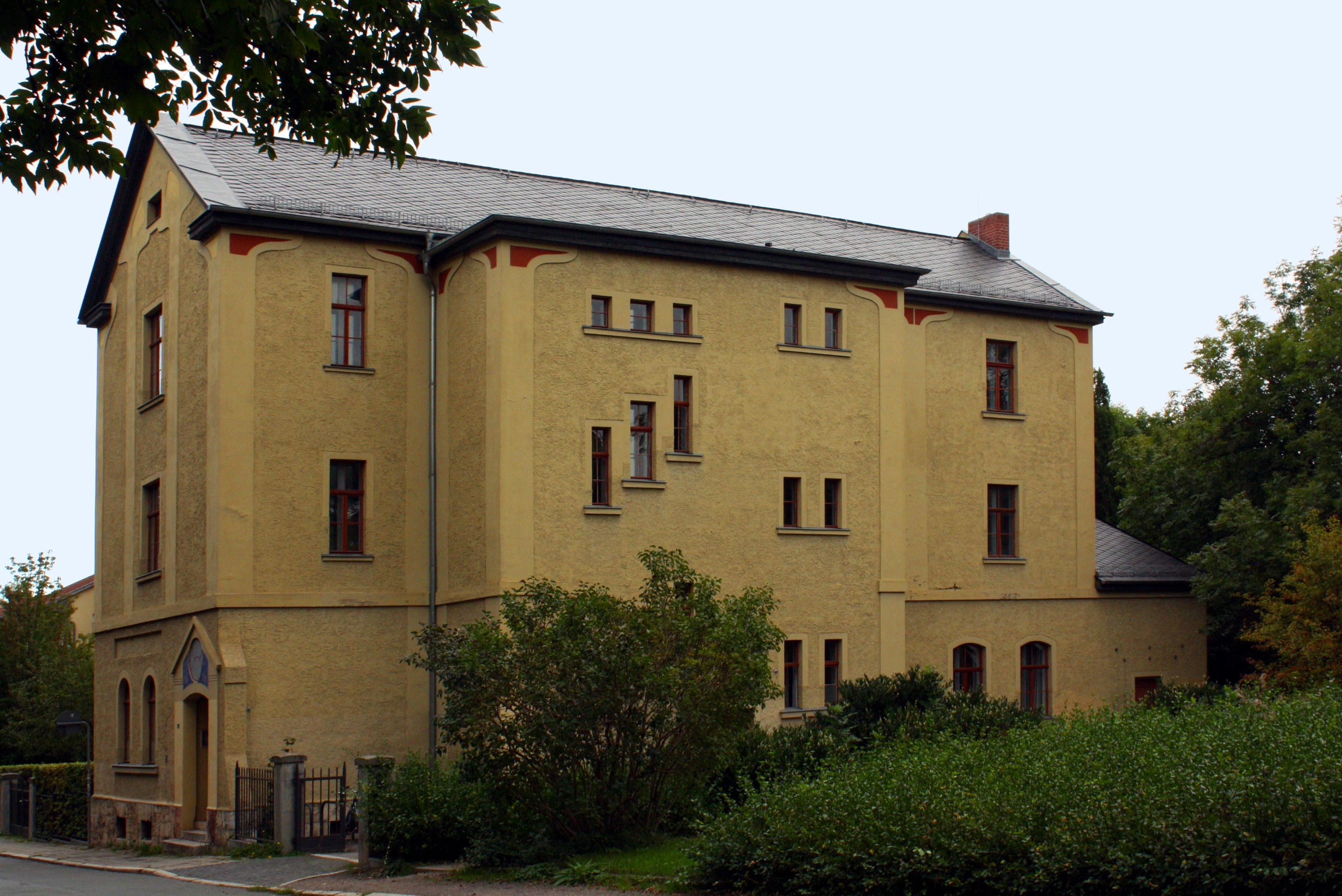
Atelierhaus Karl-Haußknecht-Straße 21

Die nach dem Pharmazeuten und Botaniker Karl Haußknecht benannte Karl-Haußknecht-Straße ist eine Straße in Weimar in der Westvorstadt. Sie ist eine Anliegerstraße.
Sie war früher einmal Teil der Amalienstraße. Sie befindet sich unmittelbar östlich des Historischen Friedhofs. Sie kreuzt am Am Poseckschen Garten die Rudolf-Breitscheid-Straße, tangiert dort das Hotel Fürstenhof am Bauhaus, und endet an der Berkaer Straße. In der Karl-Haußknecht-Straße 19 befindet sich das frühere Arbeitshaus, heute ein Wohnhaus.
Unter Denkmalschutz stehen auch die Karl-Haußknecht-Straße 21, ein Atelierhaus mit früherer Adresse Amalienstraße 19, in welchem u. a. die Maler Arnold Böcklin und Franz von Lenbach wohnten und arbeiteten., und die Karl-Haußknecht-Straße 7, in welcher das Herbarium Haußknecht 1896 gegründet wurde. Heute gehört das Gebäude zur Bauhaus-Universität Weimar. Der ehemalige Abschnitt der Amalienstraße wurde seit dem 27. November 1938 Karl-Haußknecht-Straße genannt.
Die gesamte Karl-Haußknecht-Straße steht auf der Liste der Kulturdenkmale in Weimar (Sachgesamtheiten und Ensembles).